# Lidkovice
Lidkovice jsou malá vesnice, část města Sedlec-Prčice v okrese Příbram ve Středočeském kraji. Nachází se asi 2,5 kilometru severozápadně od Sedlce. V roce 2011 zde trvale žilo 28 obyvatel.
Lidkovice leží v katastrálním území Měšetice o výměře 4,26 km².

## Historie
První písemná zmínka o Lidkovicích pochází z roku 1720, ale vztahuje se ke zdejšímu zámku, jehož stavba tehdy byla dokončena. Vesnice u zámku vznikla až v devatenáctém století.

## Obyvatelstvo
| Rok            | 1869 | 1880 | 1890 | 1900 | 1910 | 1921 | 1930 | 1950 | 1961 | 1970 | 1980 | 1991 | 2001 | 2011 | 2021 |
| -------------- | ---- | ---- | ---- | ---- | ---- | ---- | ---- | ---- | ---- | ---- | ---- | ---- | ---- | ---- | ---- |
| Počet obyvatel | 154  | 144  | 137  | 101  | 94   | 91   | 94   | 48   | 62   | 53   | 39   | 32   | 26   | 28   | 27   |
| Počet domů     | 21   | 21   | 21   | 21   | 19   | 18   | 17   | 20   | 20   | 15   | 11   | 13   | 15   | 17   | 17   |

## Obecní správa
Při sčítání lidu v letech 1850–1960 Lidkovice byly osadou obce Měšetice, se kterým patřil nejprve do okresu Sedlčany, ale od roku 1960 v okrese Benešov. Od 12. června 1960 do 31. prosince 1979 byly částí obce Kvasejovice v okrese Benešov. Od 1. ledna 1980 jsou částí města Sedlec-Prčice v okrese Benešov. Od 1. ledna 2007 vesnice přešla spolu s městem Sedlec-Prčice z okresu Benešov do okresu Příbram.

## Pamětihodnosti
- Zámek Lidkovice
- Výklenková kaplička

## Galerie

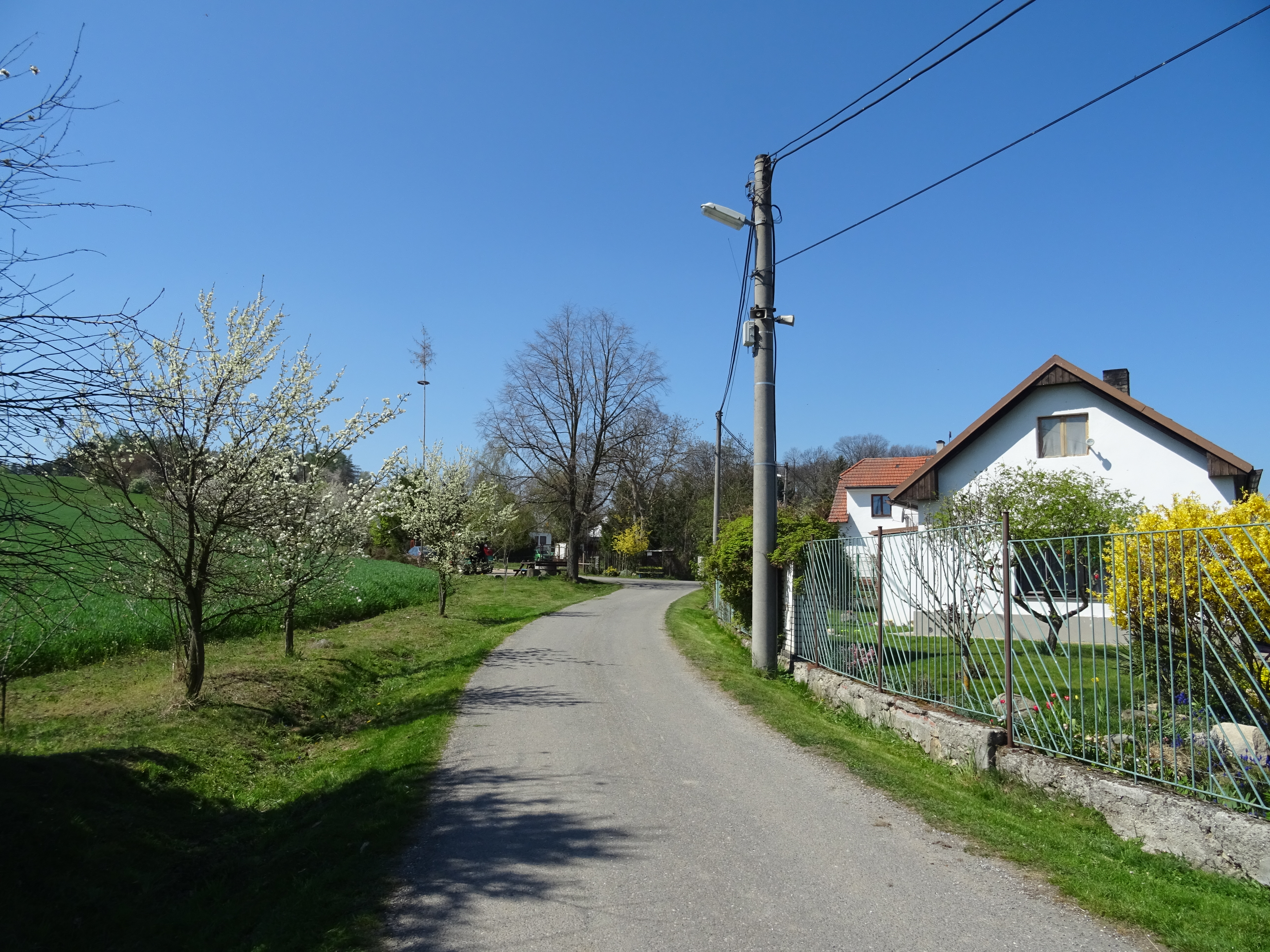
Cesta
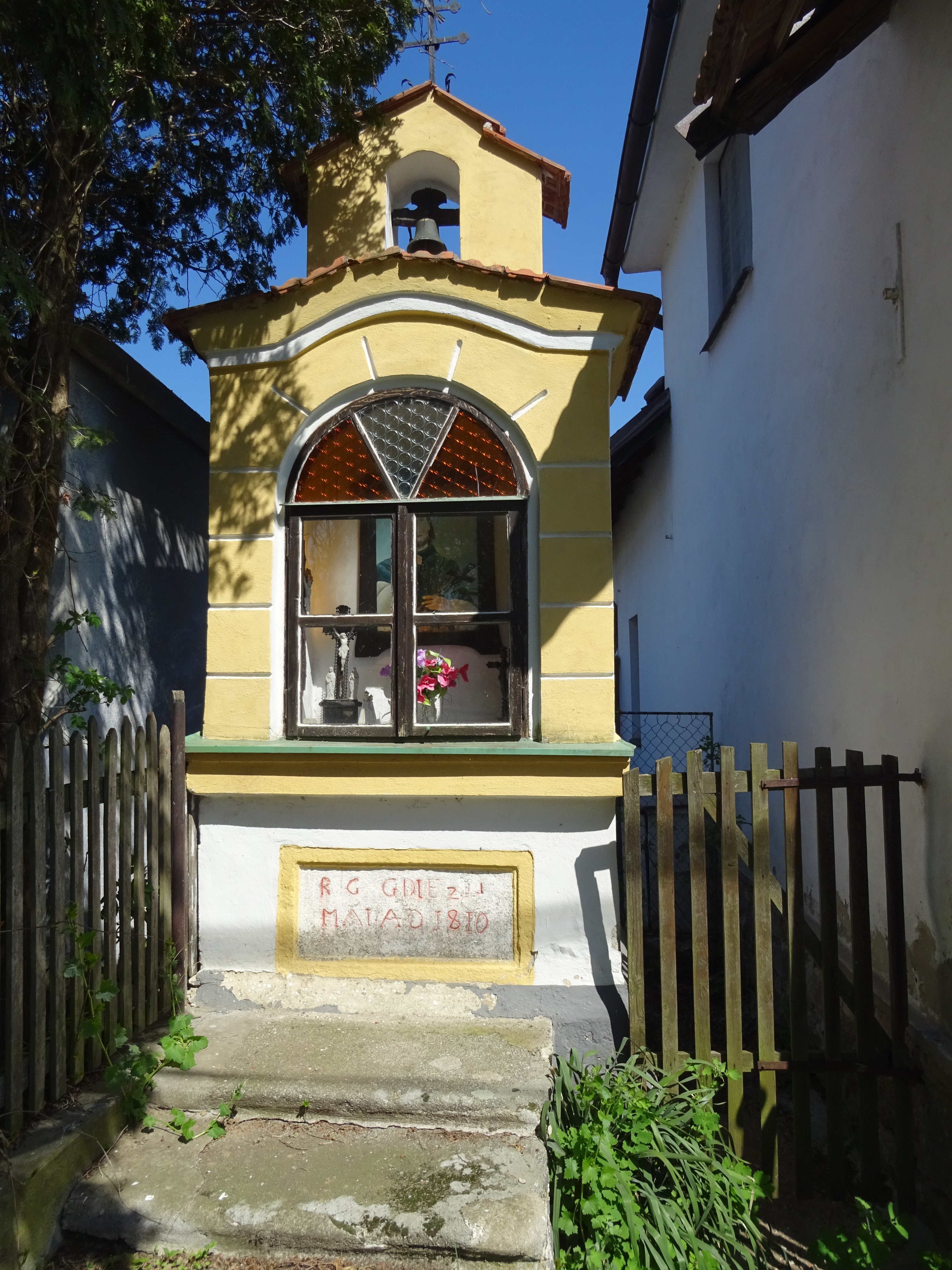
Kaplička
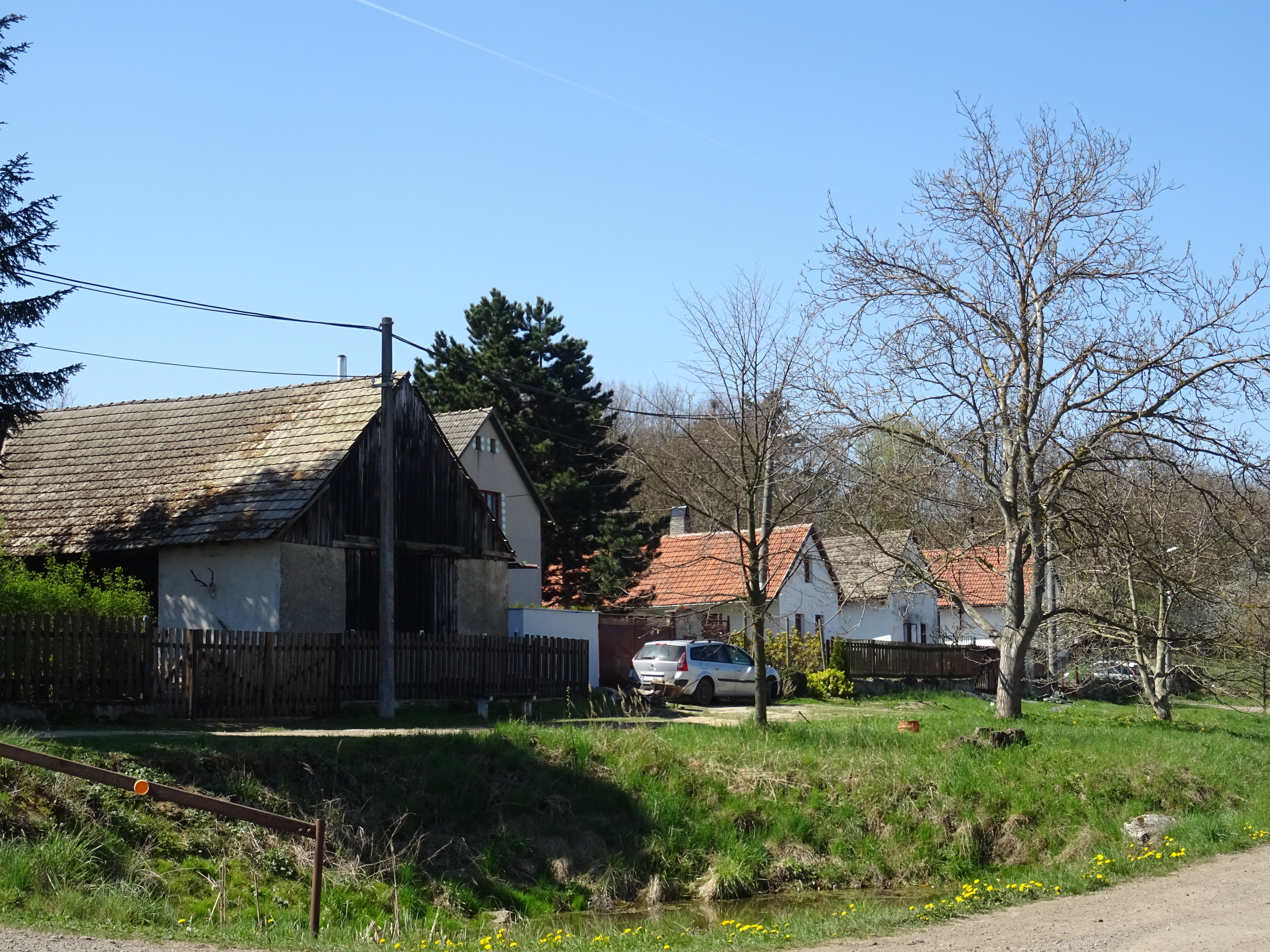
Domy